# Svetovno konstruktorsko prvenstvo
Svetovno konstruktorsko prvenstvo je bilo tekmovanje konstruktorjev, ki ga je med sezonama 1925 in 1927 organiziral AIACR.

## Sistem točkovanja
Nasprotno od današnjega točkovanja, so višje uvrščeni dobili manj točk, na koncu sezone pa je prvak postal konstruktor z najmanj zbranimi točkami. Točke za prvenstvo so bile podeljene le za najbolje uvrščeni dirkalnik vsakega konstruktorja. 
| Dosežek         | Točke |
| --------------- | ----- |
| 1. mesto        | 1     |
| 2. mesto        | 2     |
| 3. mesto        | 3     |
| Ostali uvrščeni | 4     |
| Neuvrščeni      | 5     |
| Niso štartali   | 6     |

V sezoni 1925 so v prvenstvu lahko sodelovali konstruktorji, ki so nastopili na Veliki nagradi Italije in svoji domači Veliki nagradi, ob tem pa je bil najslabši rezultat sezone brisan. V sezonah 1926 in 1927 so štele vse dirke, sodelovali pa so lahko konstruktorji, ki so nastopili na vsaj dveh dirkah za Veliko nagrado.

## Rezultati po sezonah
| Sezona | Prvak      | Zmage | Točke | Razlika (toč) | Velike nagrade | Velike nagrade | Velike nagrade | Velike nagrade | Velike nagrade |
| ------ | ---------- | ----- | ----- | ------------- | -------------- | -------------- | -------------- | -------------- | -------------- |
| 1925   | Alfa Romeo | 2     | 7     | 4             | 500            | BEL            | FRA            | ITA            |                |
| 1926   | Bugatti    | 4     | 11    | 10            | 500            | FRA            | SSN            | VB             | ITA            |
| 1927   | Delage     | 4     | 10    | 13            | 500            | FRA            | ŠPA            | ITA            | VB             |